# حاتم بلحاج
حاتم بلحاج هو صحفي متخرج من معهد الصحافة وعلوم الأخبار بتونس ورسام كاريكاتور وكاتب سيناريوهات مسلسلات رمضانية. كتب في جريدتي لوكوتيديان ولوطون وله حاليا حصة إذاعية تدعى «كلام كلاش» على إكسبراس أف أم.

## بعض أعماله
- 2003 : عند عزيز لصلاح الدين الصيد
- 2004 : لوتيل لصلاح الدين الصيد
- 2005-2009 : شوفلي حل لصلاح الدين الصيد ومشاركة عبد القادر الجربي
- 2010 : دار الخلاعة لأحمد رجب
- 2012 : ديبانيني لحاتم بلحاج
- 2014 : طالع هابط (سيتكوم) لمجدي السميري وقيس ناجي
- 2016 : بنت ولد (بيبيش وبيبيشة) (سلسلة جزائرية) لسامي فعور
- 2016 : ازدحام المرور لوليد الطايع وأنس بن دالي
- 2018 : 7 صبايا لخلف الله الخلصي
- 2020 : تونس 2050 (الموسم 5) لمحرز الدريدي بمشاركة عزيز الجبالي
- 2021-2022 : كان يا ما كانش لعبد الحميد بوشناق[2]

## وصلات خارجية
- حاتم بلحاج على موقع IMDb (الإنجليزية)
- حاتم بلحاج على موقع قاعدة بيانات الفيلم (الإنجليزية)
- مقابلة لحاتم بلحاج مع «جات سات ماغازين» في ماي 2008